# Nosso Lar 2 : Les Messagers
 (février 2024).
La mise en forme du texte ne suit pas les recommandations de Wikipédia : il faut le « wikifier ».
Les points d'amélioration suivants sont les cas les plus fréquents :
- Les titres sont pré-formatés par le logiciel. Ils ne sont ni en capitales, ni en gras.
- Le texte ne doit pas être écrit en capitales (les noms de famille non plus), ni en gras, ni en italique, ni en « petit »…
- Le gras n'est utilisé que pour surligner le titre de l'article dans l'introduction, une seule fois.
- L'italique est rarement utilisé : mots en langue étrangère, titres d'œuvres, noms de bateaux, etc.
- Les citations ne sont pas en italique mais en corps de texte normal. Elles sont entourées par des guillemets français : « et ».
- Les listes à puces sont à éviter, des paragraphes rédigés étant largement préférés. Les tableaux sont à réserver à la présentation de données structurées (résultats, etc.).
- Les appels de note de bas de page (petits chiffres en exposant, introduits par l'outil «  Source ») sont à placer entre la fin de phrase et le point final[comme ça].
- Les liens internes (vers d'autres articles de Wikipédia) sont à choisir avec parcimonie. Créez des liens vers des articles approfondissant le sujet. Les termes génériques sans rapport avec le sujet sont à éviter, ainsi que les répétitions de liens vers un même terme.
- Les liens externes sont à placer uniquement dans une section « Liens externes », à la fin de l'article. Ces liens sont à choisir avec parcimonie suivant les règles définies. Si un lien sert de source à l'article, son insertion dans le texte est à faire par les notes de bas de page.
- La présentation des références doit suivre les conventions bibliographiques. Il est recommandé d'utiliser les modèles {{Ouvrage}}, {{Chapitre}}, {{Article}}, {{Lien web}} et/ou {{Bibliographie}}. Le mode d'édition visuel peut mettre en forme automatiquement les références.
- Insérer une infobox (cadre d'informations à droite) n'est pas obligatoire pour parachever la mise en page.

Pour une aide détaillée, merci de consulter Aide:Wikification.
Si vous pensez que ces points ont été résolus, vous pouvez retirer ce bandeau et améliorer la mise en forme d'un autre article.
Nosso Lar 2 : Les Messagers (Nosso Lar 2: Os Mensageiros) un film dramatique brésilien, écrit et réalisé par Wagner de Assis. Il est la suite directe du film Notre demeure (2010).
Comme son prédécesseur, il est adapté du roman Les Messagers (1944) psychographié par le médium spirite brésilien Francisco Candido Xavier.

## Synopsis
André Luiz (Renato Prieto) rejoint un groupe d'esprits messagers dirigé par Aniceto (Edson Celulari), qui part sur Terre pour suivre le déroulement d'une mission qui risque d'échouer : la création d'une œuvre spirituelle qui relie les deux mondes. Ce faisant, ils sont également confrontés à leurs propres épreuves. Ensemble, ils se consacrent à prendre soin de trois protégés dont les histoires sont entrelacées : Otávio (Felipe de Carolis), un jeune médium qui n'a pas réalisé le plan de sa mission ; Isidoro (Mouhamed Harfouch), chef d'un centre spirite ; et Fernando (Rafael Sieg), entrepreneur chargé du financement d'un projet.

## Fiche technique
- Titre : Nosso Lar 2 - Les messagers
- Titre original : Nosso Lar 2 - Os mensageiros
- Réalisation : Wagner de Assis
- Scénario : Wagner de Assis, Laura Malin, d'après le roman éponyme de Francisco Candido Xavier
- Décors : Beatriz Peregrino
- Costumes : Ula Schliemann
- Photographie : Lílis Soares
- Montage : João Paulo Lacerda
- Musique : PC Azévédo
- Production : Wagner de Assis, Alex Sander Silva, Esdras Sottnas
- Sociétés de production : Star Original Productions, Cinética Filmes e Produções, Agência Nacional do Cinema
- Sociétés de distribution : Star Distribution
- Pays d'origine :  Brésil
- Langue originale : portugais
- Genre : drame
- Durée : 1h51
- Date de sortie : Brésil : 25 janvier 2024

## Distribution
- Renato Prieto : André Luiz
- Edson Celulari : Aniceto
- Felipe de Carolis :  Otavio
- Mouhamed Harfouch : Isidoro
- Rafael Sieg : Fernando
- Othon Bastos : Anacleto, gouverneur de Nosso Lar

## Production
Le 7 août 2015, la Fédération spirite brésilienne (FEB) annonce une suite au film Notre demeure (2010), intitulée Nosso Lar 2 : Les messagers, et que, tout comme dans le premier film, il serait dirigé par Wagner de Assis.
En 2017, le film entre en pré-production, collectant des fonds pour sa production.
Le 24 août 2018, la FEB annonce une première date de sortie pour l'année 2019 ,. C'est finalement le 25 janvier 2024 que sort le film.